# Castell d'Alta-riba

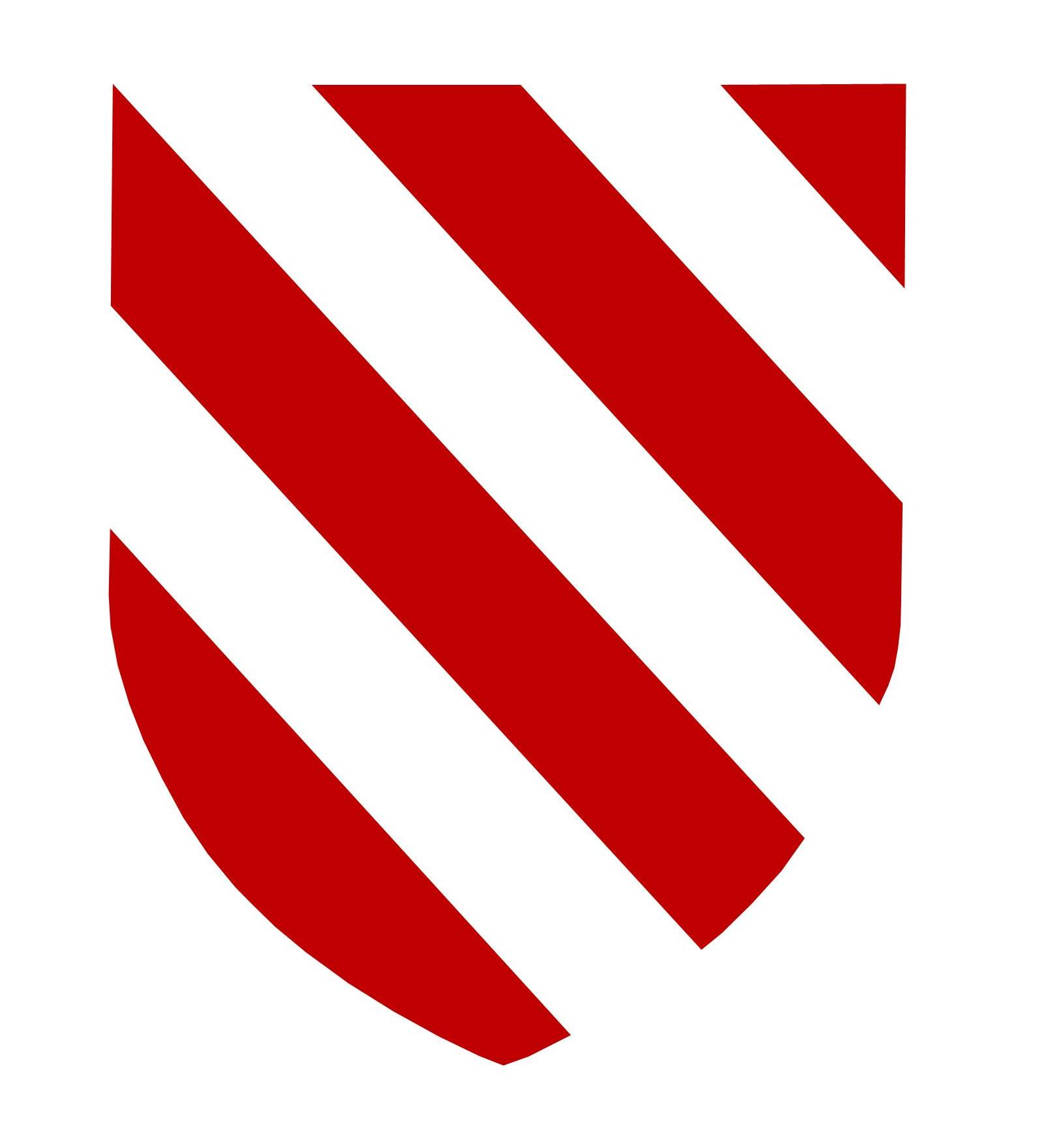
Escut del Castell d'Alta-riba i del seu llinatge

El Castell Sant Miquel d'Alta-riba, declarat Bé Cultural d'Interès Nacional, es troba al nucli d'Alta-riba, dins el municipi d'Estaràs, de la comarca de la Segarra, de Catalunya. S'alça al cim del Tossal d'Alta-riba, un turó acabat amb un planell, damunt de la petita vall del torrent de Malacara, afluent per la dreta del riu Sió. El poble s'anà edificant al vessant d'aquesta elevació.

## Història
Com tots els castells d'aquest sector, té els seus orígens en la reconquesta de Catalunya al segle xi. En la documentació de l'època apareix citat com castrum «d'Altarriba», «Altarrippa», «Altarripa», «Alta ripa», «Alta riba», «Alta-ripa», «Alta-riba».Formà part del comtat de Berga. Els primers documents conservats on se cita el castell d'Alta-riba no porten data, però sabem que són de l'època de Govern del comte de Barcelona Ramon Berenguer I (1035-1076) on consta una convinènça amb Bonfill, potser senyor de Llobera, sobre Alta-riba. El comte Ramon cedeix també a Bonfill el Castell d'Alta-riba, amb la torre i les cases de l'entorn. En el mateix moment o poc després va prometre al comte Ramon Berenguer I a Pere Mir i a Bernat Pere que donaria potestat del Castell d'Alta-riba. El 1079 era senyor o castlà del lloc Ramon Miró, que el llegà a les seves filles. Del segle xii es coneixen altres senyors feudataris. Bernat de Biosca, casat amb Dolça de Freixenet n'era feudatari el 1112. Guillem Sarroca, emparentat amb els vescomtes de Cardona i amb els llobera, n'era senyor el 1199.
Al segle xii també apareix el llinatge dels Alta-riba, inicialment castlans del terme i posteriorment senyors. El primer personatge amb el cognom Alta-riba és l'Arnau d'Alta-riba, que el trobem documentat l'any 1110. El 1183 Berenguer d'Alta-riba, cavaller, deixa al seu fill Arnau el castell d'Alta-riba que tenia pels Pujalt, aleshores senyors del terme. Poc després consten com a senyors de Cervera. El 1208 Arnau d'Alta-riba, que tenia el castell per Guillem de Cervera, el llegà a la seva filla Berenguera, la qual el va vendre al monestir de Santes Creus, amb el vistiplau de Guillem de Cervera el 1238.
El 1238 també passaren al monestir de Santes Creus els drets dels Senyors superiors -els Cervera- a Alta-riba. La venda del Castell d'Alta-riba al monestir de Santes Creus fou confirmada per Arnau de Cervera el 1251. Segons el fogatjament del Segle XIV, Santes Creus tenia a Alta-riba quatre focs. Aquest monestir fou senyor del lloc fins a l'abolició de les senyories al segle xix i la desamortització.
L'1 de gener de 1428, mentre el prelat oficiava de pontificial a la Seu (de Lleida) entrà al temple tocant la trompeta el cerverí Miquel Vidal, tot desafiant el bisbe Domènec Ram, que havia estat puntal de la Candidatura de Ferran "el d'Antequera" en el compromís de Casp, en nom del Cavaller Guillem d'Alta-riba i el seu germà Berenguer d'Alta-riba, canonge de Girona i rector d'Anglesola. Alfons IV feu empresonar aquests dos germans, lligats amb grillons i cadenes; i hagueren de pagar, a més a més 5000 florins d'or. Fins al Segle XVII, subsistí la Casa d'Alta-riba. Na Jerònima d'Alta-riba, senyora de Montcortés i de Clariana, es casà amb Pere Auziàs March.
El 27 de novembre de 2010 fou creada l'Associació d'Amics del Castell Sant Miquel d'Alta-riba (AACSMA) amb la finalitat d'obtenir recursos econòmics, humans i materials per restaurar, estudiar, i retornar l'esplendor i la vida del castell, declarat Bé Cultural d'Interès Nacional.

## Arquitectura

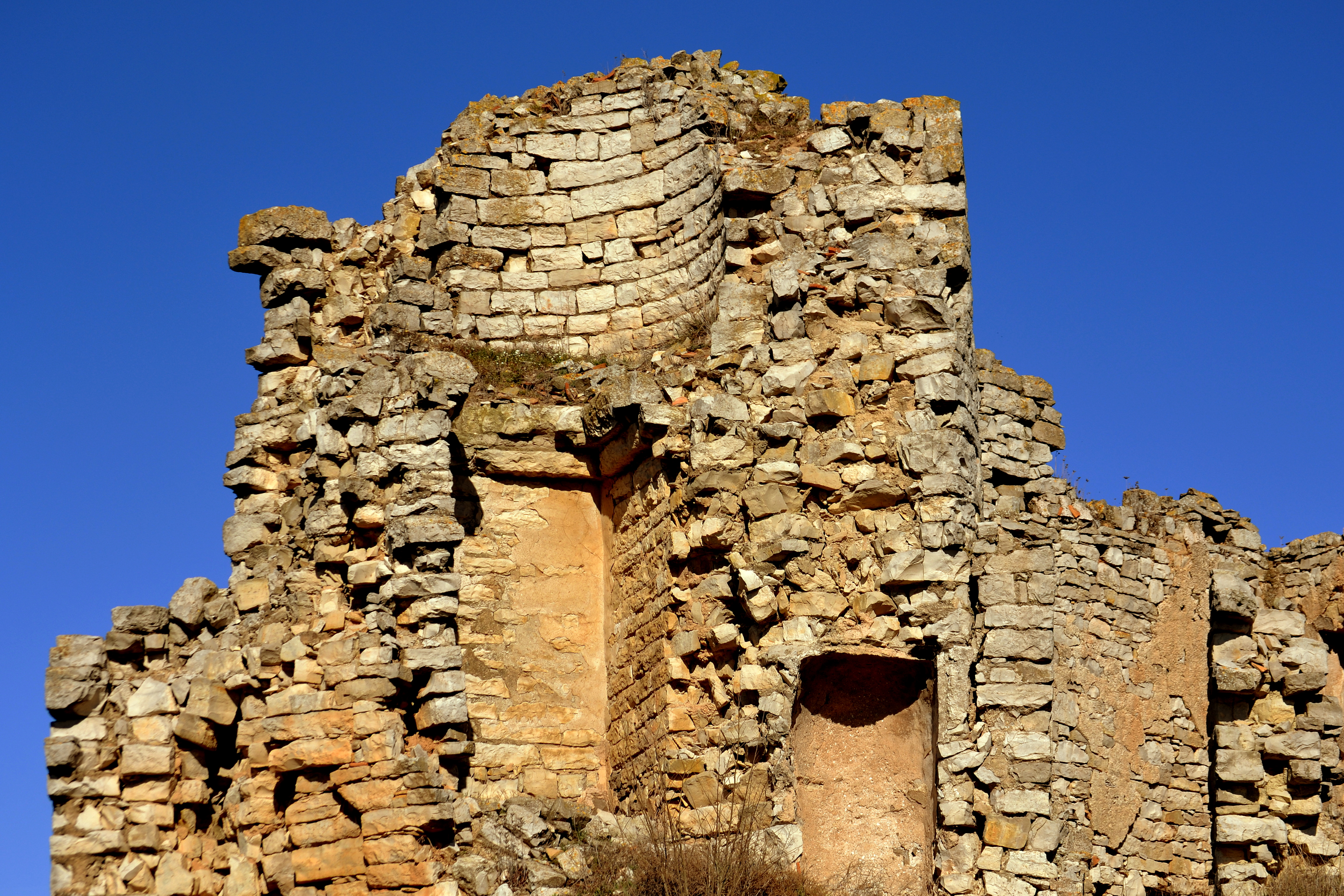
Vista sud de la torrassa romànica del segle XI

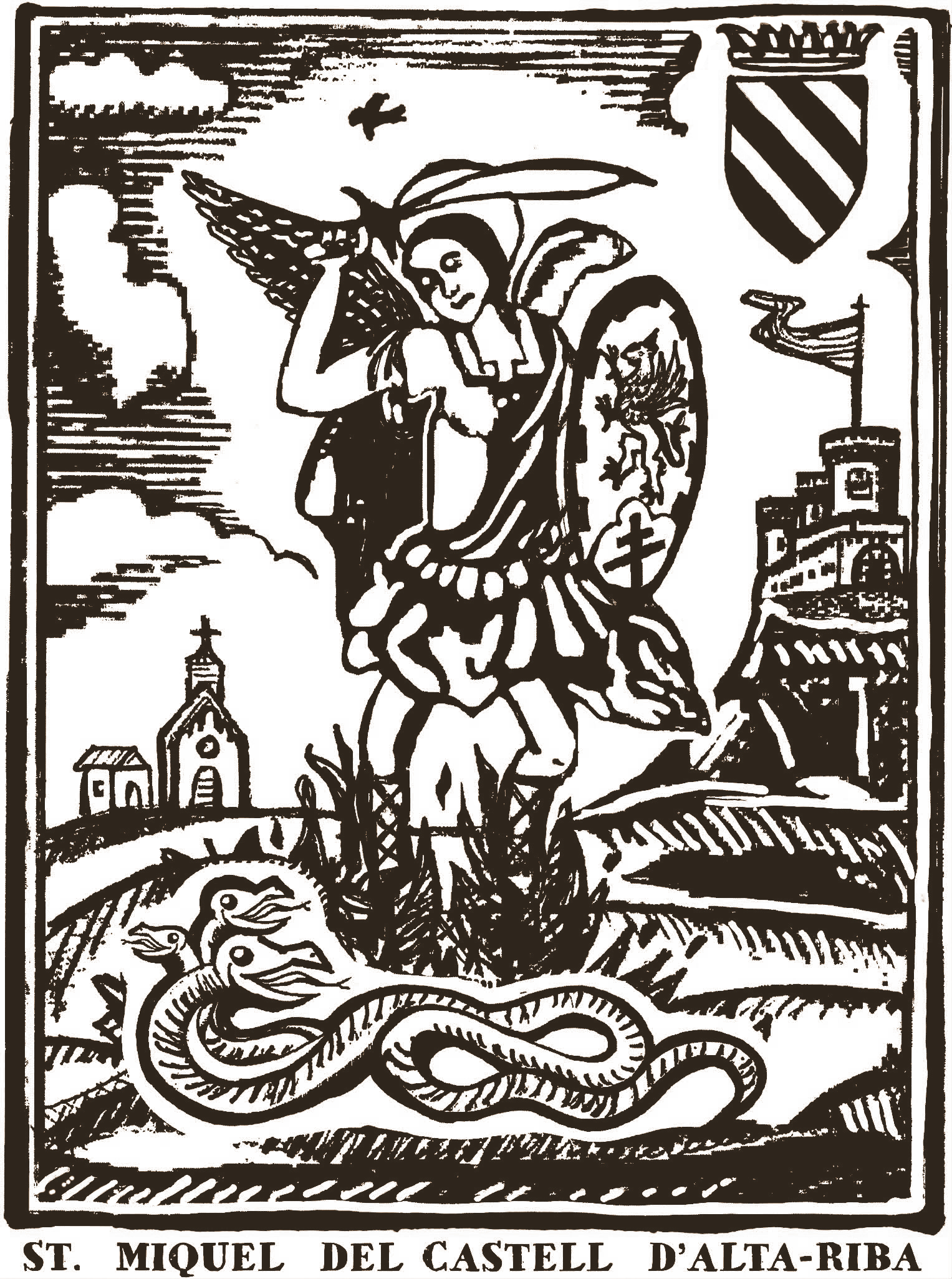
Gravat on surt el castell d'Alta-riba

Aquesta fortificació està formada bàsicament per una torre de planta circular, amb un diàmetre exterior d'uns 5m. Actualment només es conserva part de l'antiga torre de defensa, de planta cilíndrica i assentada directament sobre la roca. Està realitzada amb carreus regulars de mitjanes dimensions units amb morter, on encara s'hi poden observar els forats de la bastida que es va utilitzar durant la construcció.
Actualment només es conserva el que corresondria al primer pis, havent-se enderrocat la resta on devia estar la porta d'entrada. L'interior de la part baixa de la torre tenia una planta quadrada. Els costats interns només tenien una longitud de 130cm. Si bé en aquest espai inferior el gruix del mur depèn de la forma de la petita cambra quadrangular que incloïa, a partir del pis principal, l'espai intern era també circular i el gruix de la paret era de 140cm. la cambra rectangular inferior de la torre, anomenada forat del càstig, era coberta per una volta que separava aquest espai del primer pis, on hi devia haver la porta d'accés. En aquesta falsa volta s'obria l'accés: una obertura rectangular, amb menys d'1m d'amplada, construïda a base de fer sobresortir més les dues filades superiors de les parets laterals.
Els murs són edificats amb uns carreus treballats i units amb morter. Els carreus són força allargats i amb unes alçades irregulars. Si bé predominen les filades de 20cm, n'hi ha, de tant en tant, d'altres que fan 40 cm d'alt. Hom veu alguns forats per a suportar la bastida que es degués utilitzar quan es va construir aquesta fortificació. No solament hi ha tots els pisos superiors enderrocats, sinó també la part meridional del nivell inferior. En aquesta cara sud, al nivell del primer pis, com s'ha dit, cal pensar que hi havia la porta d'entrada. Hom pot assenyalar una semblança entre aquesta torre i la torre del castell de Gàver, situada en aquest mateix municipi. En tots dos casos hi ha una cambra inferior, sense cap obertura lateral i amb una planta quadrada. Aquesta construcció segurament es remunta a la segona meitat del segle xi, quan la frontera s'establí a la vall del riu Sió.
Des del tossal d'Alta-riba s'observen i es comunica amb els castells de la Manresana, Mejanell, Montfalcó Murallat, Malacara, Santa Fe de Segarra…
Al seu voltant trobem restes d'una construcció més recent, amb la presència de cellers i cups. Al segle XIV-XV s'hi afegiren construccions adossades al castell que encara es mantenen. Amb tota probabilitat d'aquest castell procedeixi la família dels Alta-riba. Alguns del personatges més importants del llinatge alta-riba foren: Berenguer d'Alta-riba, cavaller que va participar en la conquesta de Catalunya, Aragó, València i Múrcia. Arnalda o Arnaleta d'Alta-riba, Abadessa de Vallbona de les Monges; Bernat d'Alta-riba, cavaller i comandador de Gardeny; Ponç d'Alta-riba, cavaller, que va participar com a representant del Braç militar, en el naixement de la Generalitat, en les Corts de Cervera celebrades entre els anys 1358 i 1359 a Cervera, sota el regnat de Pere III el Cerimoniós. Joan d'Alta-riba veguer i batlle de Cervera per Joan II. Els Alta-riba romangueren en altres llocs de la Segarra, com l'Aranyó, i que al segle xiv foren procuradors del vescomte de Cardona creant en aquesta època el Casal d'Alta-riba a Osona, atès que el castell va ser venut a Santes Creus.

## Intervencions
L'Associació d'Amics del Castell Sant Miquel d'Alta-riba ha promogut la realització de les següents intervencions arqueològiques:
Entre els dies 5 i 9 d'agost de 2013 es va realitzar una intervenció arqueològica, sota la direcció de l'arqueòleg Joan Ramon Renyer, encaminada a la delimitació de l'àmbit de les estructures del castell en la zona nord-est.
Entre els dies 14 i 17 d'abril de 2014 es va realitzar la segona intervenció arqueològica, sota la direcció del mateix arqueòleg, amb l'objectiu de comprovar l'estat i la potència de les restes arquitectòniques del sector sud-est i de la torrassa del castell. En aquesta intervenció es varen descobrir noves estructures medievals.

## Associació
El 27 de novembre de 2010 fou creada aquesta associació, sense ànim de lucre, amb la finalitat de vetllar per la fortalesa, d'obtenir recursos econòmics, humans i materials per restaurar, estudiar, i retornar l'esplendor i la vida del castell d'Alta-riba, del municipi d'Estaràs.
L'entitat participa en la vida del poble d'Alta-riba i del seu municipi, gestiona la recuperació de la fortalesa, gestiona les visites guiades, i va fer possible el retorn de la relíquia de Sant Jordi a la seva esglesiola d'Alta-riba aportant un reliquiari de plata del segle xvi per custodiar la relíquia i a fi que es pugui venerar Cada any al voltant de la festivitat de Sant Antoni de Pàdua, patró dels paletes, l'entitat gestiona i organitza la festa del castell: "Festum Castrum".